# Thomas Howard, V duca di Norfolk
Thomas Howard, V duca del Norfolk (9 marzo 1627 – 13 dicembre 1677), è stato un nobile inglese.

## Biografia

### Infanzia
Thomas Howard era figlio di Henry Howard, XXII conte di Arundel e di sua moglie lady Elizabeth Stuart.

### Duca di Norfolk
Il Ducato di Norfolk venne ricreato nel 1660 e concesso alla persona di Thomas con tutti gli onori che la famiglia aveva perso durante l'ultima parte del regno della dinastia Tudor. Thomas, poco dopo l'ottenimento del titolo, venne però riconosciuto insano di mente e non prese mai nemmeno moglie. 
L'incarico di Conte Maresciallo che era annesso al suo titolo venne di fatto esercitato da suo fratello, sir Henry Howard. Un altro suo fratello, Philip, divenne ecclesiastico ed assurse poi al rango di Cardinale di Santa Romana Chiesa.

### Morte
Quando Thomas morì nel 1677 venne succeduto da suo fratello Henry.

## Ascendenza
|                                         |                                |                                         | Genitori                                 |  |  | Nonni |  |  | Bisnonni                           |  |  | Trisnonni                        |  |
|                                         |                                |                                         |                                          |  |  |       |  |  | Philip Howard, XX conte di Arundel |  |  | Thomas Howard, V duca di Norfolk |  |
|                                         |                                |                                         |                                          |  |  |       |  |  | Philip Howard, XX conte di Arundel |  |  | Thomas Howard, V duca di Norfolk |  |
|                                         |                                | Mary FitzAlan                           |                                          |  |  |       |  |  | Philip Howard, XX conte di Arundel |  |  |                                  |  |
| Thomas Howard, XXI conte di Arundel     |                                |                                         |                                          |  |  |       |  |  | Philip Howard, XX conte di Arundel |  |  |                                  |  |
|                                         |                                | Anne Dacre                              | Thomas Dacre, IV barone Dacre            |  |  |       |  |  |                                    |  |  |                                  |  |
|                                         |                                | Anne Dacre                              | Thomas Dacre, IV barone Dacre            |  |  |       |  |  |                                    |  |  |                                  |  |
|                                         |                                | Anne Dacre                              | Elizabeth Leyburne                       |  |  |       |  |  |                                    |  |  |                                  |  |
| Henry Howard, XXII conte di Arundel     |                                | Anne Dacre                              |                                          |  |  |       |  |  |                                    |  |  |                                  |  |
|                                         |                                | Gilbert Talbot, VII conte di Shrewsbury | George Talbot, VI conte di Shrewsbury    |  |  |       |  |  |                                    |  |  |                                  |  |
|                                         |                                | Gilbert Talbot, VII conte di Shrewsbury | George Talbot, VI conte di Shrewsbury    |  |  |       |  |  |                                    |  |  |                                  |  |
|                                         |                                | Gilbert Talbot, VII conte di Shrewsbury | Gertrude Manners                         |  |  |       |  |  |                                    |  |  |                                  |  |
| Alethea Talbot                          |                                | Gilbert Talbot, VII conte di Shrewsbury |                                          |  |  |       |  |  |                                    |  |  |                                  |  |
|                                         |                                | Mary Cavendish                          | William Cavendish                        |  |  |       |  |  |                                    |  |  |                                  |  |
|                                         |                                | Mary Cavendish                          | William Cavendish                        |  |  |       |  |  |                                    |  |  |                                  |  |
|                                         |                                | Mary Cavendish                          | Bess Hardwick                            |  |  |       |  |  |                                    |  |  |                                  |  |
| Thomas Howard, V duca di Norfolk        |                                | Mary Cavendish                          |                                          |  |  |       |  |  |                                    |  |  |                                  |  |
|                                         | Esmé Stewart, I duca di Lennox | John Stewart, V signore d'Aubigny       |                                          |  |  |       |  |  |                                    |  |  |                                  |  |
|                                         | Esmé Stewart, I duca di Lennox | John Stewart, V signore d'Aubigny       |                                          |  |  |       |  |  |                                    |  |  |                                  |  |
|                                         | Esmé Stewart, I duca di Lennox | Anne de la Queuille                     |                                          |  |  |       |  |  |                                    |  |  |                                  |  |
| Esmé Stewart, III duca di Lennox        | Esmé Stewart, I duca di Lennox |                                         |                                          |  |  |       |  |  |                                    |  |  |                                  |  |
|                                         |                                | Catherine de Balsac                     | Guillaume de Balsac, signore d'Entragues |  |  |       |  |  |                                    |  |  |                                  |  |
|                                         |                                | Catherine de Balsac                     | Guillaume de Balsac, signore d'Entragues |  |  |       |  |  |                                    |  |  |                                  |  |
|                                         |                                | Catherine de Balsac                     | Louise d'Humières                        |  |  |       |  |  |                                    |  |  |                                  |  |
| Elizabeth Stewart                       |                                | Catherine de Balsac                     |                                          |  |  |       |  |  |                                    |  |  |                                  |  |
|                                         |                                | Gervase Clifton, I barone Clifton       | John Clifton                             |  |  |       |  |  |                                    |  |  |                                  |  |
|                                         |                                | Gervase Clifton, I barone Clifton       | John Clifton                             |  |  |       |  |  |                                    |  |  |                                  |  |
|                                         |                                | Gervase Clifton, I barone Clifton       | Anne Stanley                             |  |  |       |  |  |                                    |  |  |                                  |  |
| Catherine Clifton, II baronessa Clifton |                                | Gervase Clifton, I barone Clifton       |                                          |  |  |       |  |  |                                    |  |  |                                  |  |
|                                         |                                | Katherine Darcy                         | Henry Darcy                              |  |  |       |  |  |                                    |  |  |                                  |  |
|                                         |                                | Katherine Darcy                         | Henry Darcy                              |  |  |       |  |  |                                    |  |  |                                  |  |
|                                         |                                | Katherine Darcy                         | Katherine Fermor                         |  |  |       |  |  |                                    |  |  |                                  |  |
|                                         |                                | Katherine Darcy                         |                                          |  |  |       |  |  |                                    |  |  |                                  |  |